# 江戸買物独案内
江戸買物独案内（えどかいものひとりあんない）とは、1824年（文政7年）に大坂で出版された江戸市内の買い物や飲食関連の商店約2600店を紹介するガイドブックである。

## 概要
プロデューサーは中川五郎左衛門（中川芳山堂）で、上方の版元である。江戸の各店舗から出稿料を取り、出稿料を払った分だけスペースを取って載せたようである。そのため、有名店であっても出稿料を払わなかった店舗は掲載されていない。
3巻から成り、上巻と下巻は、あらゆる業種の商店名を、扱う商品名のいろは順（例えば薬種問屋は「くすり」の「く」の部）で掲載している。3巻目（飲食の部）には飲食関係の商店が掲載されている。いずれも、商品や商店の名前の他、ロゴマークや住所が書かれている。

## 内容
内容は、ほぼ全ページにわたって各店の広告をずらっと並べたシンプルなものだが、序文を当時（化政時代）の江戸の人気ライターであった蜀山人（大田南畝）、同じく口絵を当時の江戸の人気イラストレーターであった葛飾為一（葛飾北斎）に依頼しているなど、実用だけではないおしゃれな雰囲気を出している。
これから江戸に下る地方民のためのガイドブックとして非常な好評を博し、『甲府買物独案内』や『東京買物独案内』などこれを真似たガイドブックが色々と出版された。中川の前書きによると、遠方だけでなく近在の人でも、これ一冊あれば人に聞いたりせずに自由にどこでも行けるように作ったとのこと。
各店舗当たり、1ページの1/3くらいを取って紹介されているが、広告料を多く払った店はより多くのスペースを取って宣伝しているのだろうか。薬種問屋では4ページくらい宣伝を書いている問屋もある。
200年前のガイドブックであるため、現存していない店舗の方が多い。また、現存している店舗でも、住所が移転していたり、ロゴが変わっている場合が多い。
例えばけぬきすしは「京橋」と紹介されているが、現在は神田小川町に移転している上に、ロゴが「毛抜き」ではなく「当たり矢」に変わっている。現在の正確な住所を知りたい場合は東京ウォーカーの最新号などを参考にした方が良い。なお、けぬきすしは当時のロゴの通り、現在も毛抜きで魚の骨を抜いている。

### ロゴ・業態は変わらず屋号が変更
伊勢屋伊兵衛（現にんべん）や廣屋儀兵衛（現ヤマサ醤油）など、ロゴも業態も同じだが屋号が変わっている店もある（それぞれロゴをそのまま屋号にした）。なお、現在は流通が発達しているので、これらのメーカーの商品はわざわざ江戸に下らなくても近所のスーパーマーケットやネット通販などで購入できる（むしろ、本社では購入できない）。ちなみに、にんべんの本社所在地は1720年（享保5年）から変わっていないが、「江戸日本橋瀬戸物町」が現在は「東京都中央区日本橋室町」に変わっているなど、やはり現住所が本書の記載と異なっている。

### 現存するが業態は変更
現存するメーカーでは小西屋六兵衛（現コニカミノルタ）なども1ページを取って宣伝している。なお、現在の小西屋の主な取扱商品は「烏効散、神妙散」ではなく、コピー機である。